# Pirati dei Caraibi - La vendetta di Salazar
Pirati dei Caraibi - La vendetta di Salazar (Pirates of the Caribbean: Dead Men Tell No Tales) è un film del 2017 diretto da Joachim Rønning e Espen Sandberg, quinto e attualmente ultimo capitolo della serie Pirati dei Caraibi e sequel di Pirati dei Caraibi - Oltre i confini del mare, uscito il 18 maggio 2011. È scritto da Jeff Nathanson, prodotto da Jerry Bruckheimer, con le musiche di Geoff Zanelli, il quale ha sostituito Hans Zimmer, compositore della colonna sonora dei precedenti tre capitoli.
Johnny Depp, Geoffrey Rush, Kevin McNally, Stephen Graham e Orlando Bloom tornano a interpretare i propri ruoli, mentre si aggiungono al cast Javier Bardem nel ruolo del capitano Armando Salazar, Brenton Thwaites nel ruolo di Henry Turner e Kaya Scodelario nel ruolo di Carina Smyth. Il film è stato distribuito il 24 maggio 2017 in Italia e il 26 maggio 2017 negli Stati Uniti, anche in 3D e IMAX.

## Trama
Tredici anni dopo gli eventi del terzo film, il dodicenne Henry Turner sale a bordo dell'Olandese volante per incontrare suo padre, il capitano Will Turner; il ragazzo informa il padre che grazie al Tridente di Poseidone riuscirà a liberarlo spezzando la maledizione che lo lega alla nave, ma Will pensa che il tridente sia impossibile da trovare e pertanto gli intima di lasciar perdere e di non cercarlo mai più.
Nel Mar dei Caraibi, nove anni dopo, il giovane Henry è imbarcato a bordo della HMS Monarch, una nave della Royal Navy che sta dando la caccia ad una nave pirata. I due vascelli entrano nel Triangolo del Diavolo, una regione di acque inesplorate ad ovest delle Isole Sopravento Meridionali da cui le navi difficilmente riescono a fuggire. Henry cerca di avvertire il capitano Toms dell'imminente pericolo, ma viene arrestato per insubordinazione e accusato di tradimento. Nel Triangolo, la Monarch, dopo aver ritrovato i resti della nave pirata inseguita, viene assaltata dalla ciurma dei marinai fantasma della Silent Mary. Gli spettri della Silent Mary, guidati dal terrificante capitano Armando Salazar, uccidono tutti i marinai. Salazar trova tuttavia un manifesto da ricercato ritraente Jack Sparrow e lascia in vita il solo Henry, dato che lascia sempre un uomo vivo per raccontare l'accaduto, quindi lo incarica di informare Sparrow che lui sta venendo ad ucciderlo.
Nel frattempo, sull'isola di Saint Martin, la giovane astronoma Carina Smyth viene condannata a morte con l'accusa di stregoneria per via delle sue conoscenze nell'astronomia e nell'orologeria. La ragazza riesce a fuggire dalla sua cella, ma viene inseguita dalle guardie; successivamente incontra Henry, condannato anch'egli a morte per tradimento e, venuta a sapere dell'interesse del ragazzo per il Tridente, gli rivela di conoscere un modo per trovarlo. I due tentano dunque di fuggire, ma la ragazza viene nuovamente catturata dalla Marina.
Intanto Jack Sparrow, caduto in rovina poiché tutte le sue ricerche di tesori falliscono miseramente, insieme alla sua ciurma cerca di rubare la cassaforte della appena costruita banca di Saint Martin, ma il colpo si conclude con il furto dell'intero edificio che, per un errore di calcolo, viene trascinato assieme alla cassaforte da un carro trainato da alcuni cavalli guidato da Joshamee Gibbs. Al termine di questo rocambolesco colpo criminale, i pirati di Jack riescono a fuggire e a seminare le guardie che li inseguivano; tuttavia, quando scoprono loro malgrado che la cassaforte rubata è vuota, gli uomini decidono di abbandonare il loro capitano, oramai privo della fortuna e del carisma per i quali il suo nome era diventato leggendario. In preda allo sconforto, Jack, per pagarsi una bottiglia di rum, la baratta con la sua bussola magica che, successivamente, finisce nelle mani della strega Shansa; questo permette a Salazar e alla sua ciurma di fuggire dal Triangolo del Diavolo e pianificare lo sterminio di tutti i pirati. Jack viene catturato dagli uomini della Marina e condannato a morte per pirateria insieme a Carina. Ciò nonostante, Henry, poco prima dell'esecuzione, libera i due prigionieri, avendo raggiunto con Jack un accordo riguardante la ricerca del Tridente, l'unica possibilità di salvezza del capitano dalla minaccia costituita da Salazar. Carina rivela di conoscere una mappa che conduce al Tridente, un artefatto in grado di spezzare ogni maledizione del mare; la ragazza si imbarca così insieme a Henry sulla malandata nave di Jack, la Gabbiano Morente.
Nel frattempo, Hector Barbossa, ora diventato il pirata più ricco, potente e temuto dei sette mari, scopre che Salazar è tornato, che ha distrutto già tre delle sue navi e che è alla ricerca di Jack Sparrow. Dopo essersi incontrato con la strega Shansa, che gli cede la bussola magica di Jack, Barbossa la usa per incontrare Salazar e gli offre il suo aiuto per trovare Jack: in cambio, Salazar dovrà risparmiare la vita di Barbossa e lasciare integra la sua flotta. Salazar racconta a Barbossa che un tempo lui e la sua ciurma solcavano i mari con l'unico scopo di sterminare tutti i pirati e che rimase imbattuto finché non incontrò un giovane Jack Sparrow che, con un trucco, lo condusse all'interno del Triangolo del Diavolo, dove lui e la sua ciurma morirono e furono condannati a vagare in eterno come fantasmi. Dopo aver sconfitto Salazar, Jack ottenne come tributo per la vittoria, da parte della sua ciurma, il cappello, la fascia, i ciondoli e tutti gli altri oggetti che ha portato fin dal primo film.
Barbossa riesce a condurre Salazar da Jack, che però scappa insieme a Henry e a Carina su una piccola isola. In questo modo, i tre scoprono che Salazar e la sua ciurma non possono mettere piede a terra, altrimenti si dissolverebbero. Barbossa giunge dunque sull'isola per conto di Salazar; le sue intenzioni sono tuttavia ben diverse da quelle promesse: decide infatti di aiutare Jack e di sconfiggere una volta per tutte l'odiato cacciatore di pirati. Barbossa libera dunque la Perla Nera dalla bottiglia in cui era stata rinchiusa da Barbanera cinque anni prima, riportandola alla sua grandezza originale. Grazie alla propria conoscenza delle stelle, Carina riesce a condurre il gruppo verso il luogo in cui è nascosto il Tridente. Mentre sono in viaggio, Jack e Barbossa scoprono che Carina è la figlia di quest'ultimo, che venne abbandonata in un orfanotrofio dal padre molti anni prima. Il padre le aveva lasciato il diario di Galileo Galilei, oggetto che aveva rubato da una nave italica, credendo che la figlia, con il rubino presente sulla copertina del diario, avrebbe potuto costruirsi una vita dignitosa. Tuttavia, Carina interpretò quei segnali come la volontà del padre, che credeva fosse defunto, di continuare gli studi nell'astronomia e di trovare, traducendo le nozioni contenute nel diario, il leggendario Tridente di Poseidone.
Il gruppo raggiunge l'isola dove si trova il Tridente ma viene attaccato dalla Silent Mary; la ciurma della Perla Nera, guidata da Barbossa, combatte dunque contro la ciurma di Salazar, il quale si scontra con Jack. Henry viene però catturato da Salazar, mentre Carina scopre finalmente la posizione del Tridente; a quel punto, le acque dell'oceano si separano rivelando un sentiero sottomarino che conduce al Tridente. Salazar entra nel corpo di Henry per poter camminare sulla terraferma e riesce così a prendere il Tridente e a cercare con esso di uccidere Jack. In seguito Henry, libero da Salazar, capisce che la distruzione del Tridente romperà ogni maledizione del mare e così lo distrugge, facendo tornare Salazar e la sua ciurma umani. Quando il mare comincia a riunirsi, Barbossa giunge in soccorso di Jack, Henry e Carina gettando loro l'ancora della Perla Nera, ma anche Salazar riesce ad aggrapparvisi. Mentre si arrampica sull'ancora, Carina nota un tatuaggio sul braccio di Barbossa, uguale all'immagine della copertina del suo libro, capendo così che il capitano pirata è suo padre, il quale si sacrifica, gettandosi su Salazar, per salvare sua figlia, Henry e Jack trafiggendo l'antagonista e precipitando insieme a lui negli abissi. Quindi Carina ed Henry, una volta in salvo a bordo della Perla Nera, parlano brevemente ed è in quel momento che Carina decide di cambiare il suo cognome da Smyth a Barbossa, dimostrandosi orgogliosa del padre appena defunto.
Dopo il funerale di Barbossa, Jack accompagna Henry e Carina in Giamaica, dove Turner riabbraccia finalmente suo padre, libero di riunirsi al figlio e alla moglie Elizabeth; dopo aver osservato l'incontro dalla Perla Nera, Jack è di nuovo il capitano della sua adorata nave e salpa insieme alla sua ciurma verso la sua prossima destinazione, stabilendo stavolta la rotta seguendo le stelle.
Nella scena dopo i titoli di coda, Will ed Elizabeth stanno dormendo insieme, quando nella loro stanza entra un'ombra minacciosa che sembra essere Davy Jones tornato in vita. Proprio quando Jones alza la sua chela per aggredirli, Will si sveglia all'improvviso ma vede che nella stanza non c'è nessuno tranne lui ed Elizabeth. Pensando che fosse soltanto un brutto sogno, Will torna a dormire. Tuttavia, resta ambiguo se la presenza di alcuni cirripedi sul pavimento, accompagnati dal tema musicale di Jones, sia ancora una sua allucinazione o meno.

## Personaggi
- Johnny Depp è Jack Sparrow, capitano della Perla Nera, del Gabbiano Morente e pirata nobile del mare dei Caraibi. Nel film si scoprirà qualche segreto sul suo passato.
- Javier Bardem è Armando Salazar, ex capitano della Real Armada Spagnola e capitano della Silent Mary. Venne sconfitto in passato da Jack Sparrow, ora tornato in vita come fantasma e uscito dalla sua prigionia nel Triangolo del Diavolo minaccia di uccidere tutti i pirati del mare.
- Brenton Thwaites è Henry Turner, il figlio di Will Turner e di Elizabeth Swann. Vuole liberare il padre dalla maledizione che lo lega all'Olandese Volante cercando il tridente di Poseidone e per farlo chiederà aiuto a Jack Sparrow.
- Kaya Scodelario è Carina Smyth, una scienziata accusata di essere una strega a causa delle sue conoscenze astronomiche. È alla ricerca del Tridente a causa di un diario che gli viene lasciato dal padre che non ha mai conosciuto. Nel corso del film si scoprirà essere la figlia di Hector Barbossa.
- Kevin McNally è Joshamee Gibbs, primo ufficiale del Gabbiano Morente e della Perla Nera e vecchio amico di Jack Sparrow.
- Golshifteh Farahani è Shansa, una strega del mare, alleata del capitano Hector Barbossa.
- David Wenham è John Scarfield, il secondo antagonista del film e ufficiale della Royal Navy di stanza a Saint Martin che comanda l'HMS Essex.
- Stephen Graham è Scrum, membro dell'equipaggio del Gabbiano Morente e della Perla Nera. Era un ex-membro della ciurma di Barbanera.
- Geoffrey Rush è Hector Barbossa, ex capitano illegittimo della Perla Nera e ora capitano della Queen Anne's Revenge. Rispetto ai precedenti capitoli è diventato un pirata molto ricco e potente avendo accumulato una flotta di navi sotto al suo comando grazie ai poteri di Barbanera che ha ereditato dal precedente film una volta ucciso quest'ultimo.
- Angus Barnett e Giles New sono Mullroy e Murtogg, ex soldati britannici diventati nel terzo film dei pirati che servono l'equipaggio di Hector Barbossa a bordo della Queen Anne's Revenge.
- Martin Klebba è Marty, un membro dell'equipaggio di Jack Sparrow.
- Adam Brown è Cremble, membro dell'equipaggio di Jack Sparrow.
- Danny Kirrane è Bollard, membro dell'equipaggio di Jack Sparrow.
- Derloy Atkinson è Spike, membro della ciurma di Jack Sparrow.
- Orlando Bloom è Will Turner, un fabbro diventato un pirata e che è diventato il capitano dell'Olandese Volante alla fine del terzo film e nuovo Davy Jones.

Nel film appaiono anche Paul McCartney nei panni di Jack Teague, zio paterno di Jack Sparrow e Keira Knightley che fa un breve cameo nei panni di Elizabeth Swann, moglie di Will Turner e madre di Henry Turner nonché ex regina dei pirati.

## Produzione

### Sviluppo
Nel 2011, poco prima dell'uscita di Pirati dei Caraibi - Oltre i confini del mare, la Disney ha confermato che Terry Rossio era al lavoro sulla sceneggiatura di un eventuale quinto film della serie. Inoltre, ha comunicato l'intenzione di girare il quinto e sesto capitolo back-to-back, come accaduto con La maledizione del forziere fantasma e Ai confini del mondo. Tuttavia, è stato successivamente dichiarato che solo un quinto film era in lavorazione. L'11 gennaio 2013, Jeff Nathanson è stato assunto per lavorare ad un nuovo copione. Inizialmente, il regista di Oltre i confini del mare Rob Marshall era stato contattato per dirigere anche il quinto capitolo, ma ha declinato l'offerta, preferendo dirigere Into the Woods. Dopo il rifiuto di Marshall, sono stati considerati per il ruolo Tim Burton, Sam Raimi, Shawn Levy, Chris Weitz, Alfonso Cuarón ed il regista dei primi tre film Gore Verbinski. Il 29 maggio 2013, Joachim Rønning e Espen Sandberg sono stati annunciati come registi, superando i candidati Fredrik Bond e Rupert Sanders. Questa decisione si è basata sia sulla loro nomination all'Oscar per Kon-Tiki, che sulla loro capacità di lavorare con un budget limitato. Il 22 agosto, Rønning e Sandberg hanno rivelato che il titolo della pellicola sarebbe stato Dead Men Tell No Tales. Hanno inoltre dichiarato di essersi ispirati molto al lato "comico e commovente" del primo film, cosa confermata anche da Kaya Scodelario.
Tuttavia, in seguito alla perdita di 190 milioni di dollari causata dal pesante flop di The Lone Ranger, la Disney ha atteso quasi un anno per dare via libera al film. Oltre al rischio finanziario presentato dalla mancanza di successo commerciale di Depp al di fuori del franchise di Pirati dei Caraibi, la produzione del film ha subito ulteriori ritardi per via delle numerose riscritture della sceneggiatura volute dallo studio per accontentare tutte le persone coinvolte. A causa di questi problemi, la data di uscita del film, fissata per il 2015, è stata posticipata al 2016. Nel settembre 2013, il produttore Jerry Bruckheimer ha rivelato che Nathanson stava lavorando ad un'ulteriore riscrittura basata su una storia più gradita dalla produzione, a cui avrebbe collaborato anche Depp. Una volta accettata la sceneggiatura, nel luglio 2014 viene dato il via libera al film, fissando la data di uscita al 7 luglio 2017, successivamente anticipata al 26 maggio 2017.

### Sceneggiatura
Nel 2011, poco prima dell'uscita di Pirati dei Caraibi - Oltre i confini del mare, Terry Rossio stava scrivendo una sceneggiatura per un quinto film senza il suo partner Ted Elliott. Il progetto di Rossio fu infine respinto: «La mia versione di Dead Men tell No Tales è stata messa da parte perché conteneva un cattivo femminile e Johnny Depp era preoccupato che sarebbe stato ridondante per Dark Shadows, che includeva anche un cattivo femminile». Nel gennaio 2013, la Disney ha assunto Jeff Nathanson per lavorare su una sceneggiatura. A settembre, il produttore Bruckheimer ha dichiarato: "abbiamo uno schema che tutti amiamo, ma la sceneggiatura non è stata eseguita", spiegando che l'uscita sarebbe stata posticipata oltre l'estate 2015. Il 13 aprile 2014, Depp ha detto che Bruckheimer e Disney lo avevano invitato a collaborare con lo scrittore Jeff Nathanson.

### Cast

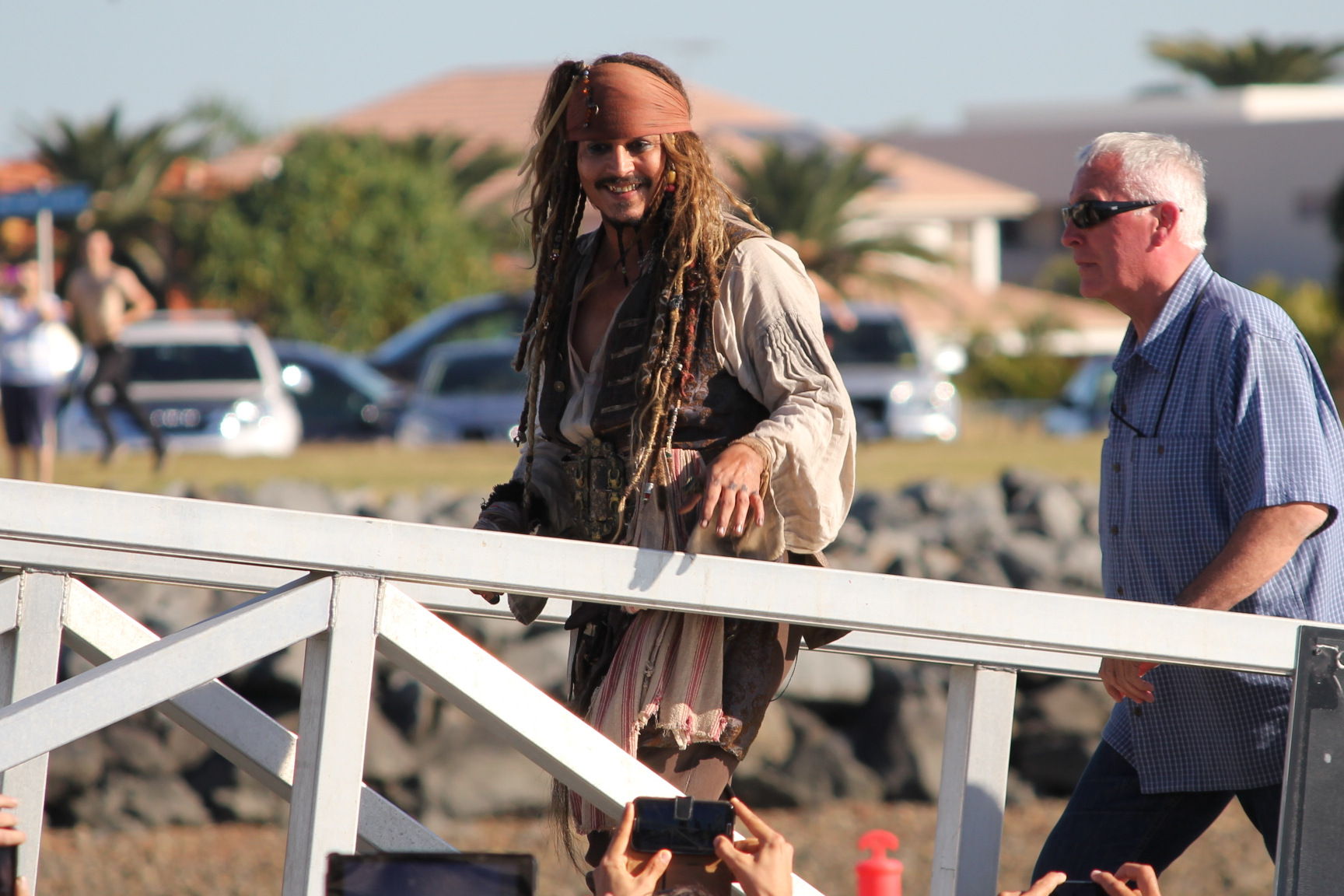
Johnny Depp durante le riprese del film nel Queensland, nel luglio 2015

Durante la promozione di Oltre i confini del mare Depp ha dichiarato che, finché Jack Sparrow fosse rimasto popolare tra il pubblico, avrebbe continuato ad interpretarlo. L'attore è entrato ufficialmente nel cast del film nel gennaio del 2013, quando la Walt Disney Pictures annunciò la data di uscita per il 10 luglio del 2015. Anche se nell'agosto del 2012 il tabloid britannico The Sun riportava le voci che Depp aveva firmato per un cachet da 90 milioni di dollari,. L'interprete di Barbossa, Geoffrey Rush, ha confermato la sua partecipazione nel dicembre 2014. Dopo aver dichiarato nel 2011 che sarebbe potuto tornare nel ruolo di Will Turner in un eventuale quinto capitolo, nel settembre 2014 Orlando Bloom è entrato in trattative per partecipare al film. Il 15 agosto 2015, la partecipazione di Bloom è stata resa nota alla Disney D23.
Il 2 dicembre 2013 la Disney ha offerto a Christoph Waltz il ruolo dell'antagonista, che però lui ha rifiutato. Nel novembre 2014, Brenton Thwaites è stato scelto per il ruolo del giovane Henry Turner, superando Taron Egerton, George MacKay, Mitchell Hope, Ansel Elgort e Sam Keeley. Il 24 gennaio 2015, Bruckheimer ha annunciato che Kaya Scodelario era entrata nel cast, nel ruolo di Carina Smyth, un'astronoma di cui Henry si innamora.. Le altre candidate per il ruolo erano: Lucy Boynton, Alexandra Dowling, Gabriella Wilde e Jenna Thiam. Nell'ottobre 2014, Javier Bardem è entrato in trattative per interpretare l'antagonista, Armando Salazar. A gennaio 2015, Kevin McNally ha confermato il suo ritorno come Joshamee Gibbs. Adam Brown, Delroy Atkinson e Danny Kirrane sono entrati nel cast durante le riprese. A febbraio Stephen Graham ha confermato che tornerà in quelli di Scrum. A febbraio l'attrice iraniana Golshifteh Farahani è stata confermata nel cast. Nel dicembre 2016 viene riportato che Keira Knightley sarebbe tornata nel ruolo di Elizabeth Swann, e nell'aprile 2017 viene confermato ufficialmente il suo ritorno. A marzo 2016, durante le riprese aggiuntive, il cantante dei Beatles Paul McCartney è entrato nel cast per fare un cameo, come fece Keith Richards in Pirati dei Caraibi - Ai confini del mondo e Pirati dei Caraibi - Oltre i confini del mare.

### Riprese
Le riprese del film sono iniziate il 17 febbraio 2015 e sono terminate il 21 luglio dello stesso anno. Il film è stato girato interamente in Australia, nei Village Roadshow Studios e in alcune location esterne nel Queensland. Il budget del film è stato di 230 milioni di dollari e la produzione investì 20 milioni di dollari nel Queensland, offrendo centinaia di posti di lavoro.
Dopo circa un anno di post produzione, riprese aggiuntive sono state effettuate dal 28 marzo 2016 al 15 aprile 2016 a Vancouver, in Canada.

## Promozione
Il film è stato annunciato in occasione del Disney D23 Expo 2015 in cui Depp ha fatto la sua apparizione vestito da Jack Sparrow, il logo del film è stato rivelato ed Orlando Bloom ha confermato di essere nel cast. Il teaser trailer del film è stato mostrato il 2 ottobre 2016 durante la messa in onda dell'episodio Data di morte della serie Fear the Walking Dead, sul canale televisivo statunitense AMC, e successivamente diffuso online, seguito il giorno dopo da quello in lingua italiana. Il 5 febbraio 2017 è stato distribuito uno spot televisivo esteso in occasione del Super Bowl. Il 2 marzo 2017 viene distribuito il trailer ufficiale.

## Distribuzione
Il film è stato distribuito negli Stati Uniti d'America da Walt Disney Studios Motion Pictures il 26 maggio 2017, anche in Disney Digital 3-D, RealD Cinema ed IMAX 3D, mentre in Italia è stato distribuito il 24 maggio 2017 in 2D e 3D.

### Edizione italiana
La direzione del doppiaggio e i dialoghi italiani sono a cura di Carlo Cosolo, per conto della SDI Media Italia srl.

## Accoglienza

### Incassi
Pirati dei Caraibi - La vendetta di Salazar ha incassato 172558876 $ in Nord America e 623363422 $ nel resto del mondo, per un incasso complessivo di 795922298 $, a fronte di un budget di produzione di 230000000 $. Ha avuto un'apertura mondiale di $ 271,4 milioni da 55 mercati, con $ 24 milioni provenienti da 1.088 schermi IMAX. L'incasso di sei giorni di apertura del film ha spinto il franchise oltre la soglia dei $ 4 miliardi. In Italia il film ha incassato 14503644 €.

Nonostante sia stato il film della serie con gli incassi più bassi negli Stati Uniti di quasi 70 milioni di dollari, il film è diventato il film con il maggior incasso del franchise dei Pirati a livello internazionale quando si è passati ai tassi di cambio moderni.

### Critica
Il film è stato accolto con recensioni negative dalla critica. Su Rotten Tomatoes ha un indice di gradimento del 30% basato su 291 recensioni con un voto medio di 4,7 su 10. Il commento del sito recita: "Pirati dei Caraibi: La vendetta di Salazar dimostra che né un cambiamento dei registi né un non-morto Javier Bardem è sufficiente per drenare la nera sentina di questo franchise che affonda". Su Metacritic il film ha un punteggio di 39 su 100 basato su 45 recensioni.
Mike Ryan di Uproxx ha criticato quella che ha definito una trama contorta e una sovrabbondanza di personaggi, risultando in un film che era "praticamente incoerente". Scrivendo per Rolling Stone, Peter Travers ha definito il film "gonfio, noioso, ripetitivo e drenante" e gli ha dato una stella su quattro. A O Scott del New York Times ha detto del film: "I suoi piaceri sono così scarsi, la sua gioia per le sue stesse invenzioni così forzata e falsa, che diventa quasi il perfetto opposto di intrattenimento." Michael O'Sullivan del Washington Post ha osservato che il film era "rumoroso, eccessivamente stimolante e difficile da accettare tutto in una volta." Leah Greenblatt di Entertainment Weekly ha dato al film una "B", lodando la natura divertente del film e delle sue immagini e definendolo "sciocchezza spavalda meravigliosamente dettagliata", ma desiderava che la sceneggiatura avesse preso più rischi invece di seguire la formula usata in precedenti film. Ashley Esqueda di CNET ha dato al film una recensione positiva, sostenendo che ha riportato il franchise a ciò che ha reso i suoi primi due capitoli così divertenti, e ha elogiato la performance di Depp come "deliziosa come sempre". Brian Truitt di USA Today ha dato il film tre stelle su quattro, dicendo "Quello che una volta era un franchise che aveva passato il suo apice sembra aver trovato nuova vita".

## Riconoscimenti
- 2017 - Teen Choice Awards
  - Nomination Miglior film d'azione
  - Nomination Miglior attore in un film d'azione a Johnny Depp e Brenton Thwaites
  - Nomination Miglior attrice in un film d'azione a Kaya Scodelario
  - Nomination Miglior cattivo in un film d'azione a Javier Bardem
  - Nomination Miglior film estivo
  - Nomination Miglior bacio a Orlando Bloom e Keira Knightley
  - Nomination Miglior bacio a Brenton Thwaites e Kaya Scodelario
- 2018 - MovieGuide Awards
  - Nomination Miglior film
- 2017 - Razzie Awards
  - Nomination Peggior attore protagonista a Johnny Depp
  - Nomination Peggior attore non protagonista a Javier Bardem
  - Nomination Peggior coppia a Johnny Depp e la sua routine da ubriacone
- 2018 - Taurus World Stunt Awards
  - Miglior Lavoro in Alto a Brycen Counts, Chris Daniels, David Hugghins e Andy Owen

## Sequel
Nonostante il trailer ufficiale del quinto film presenti il medesimo come la pellicola finale della serie, il regista Joachim Rønning ha affermato che il film costituirebbe "l'inizio del finale", lasciando intendere che potrebbe essere realizzato un sesto capitolo della serie. Anche il produttore Jerry Bruckheimer ha dichiarato che se il film andrà bene e Johnny Depp lo vorrà, un sesto film sarà realizzato.
A settembre 2017 il produttore Jerry Bruckheimer ha dichiarato che la realizzazione del sesto film dipende dagli incassi home video del quinto.
L'attrice Kaya Scodelario ha dichiarato di aver firmato un contratto per un sesto film.
Il 7 agosto 2018 viene annunciato l'inizio della produzione del sesto capitolo, con Rønning come regista, Bruckheimer come produttore. Nel 2019 è stato annunciato che Craig Mazin e il co-sceneggiatore dei primi quattro film Ted Elliott scriveranno la sceneggiatura del film. Nel 2025, Bruckheimer annuncia Il ritorno di: Johnny Depp, Orlando Bloom e Keira Knightley nei ruoli di Jack Sparrow, Will Turner e Elizabeth Swann nel nuovo film.